# Cărpiniș
Cărpiniș es una comuna ubicada en el distrito de Timiș, Rumania.

## Superficie
Posee una superficie de 45,76 kilómetros cuadrados.

## Demografía
Hasta 2021 la población era de 4278 habitantes, con una densidad de población de 93,49 habitantes por kilómetro cuadrado.